# Diversidad sexual en París

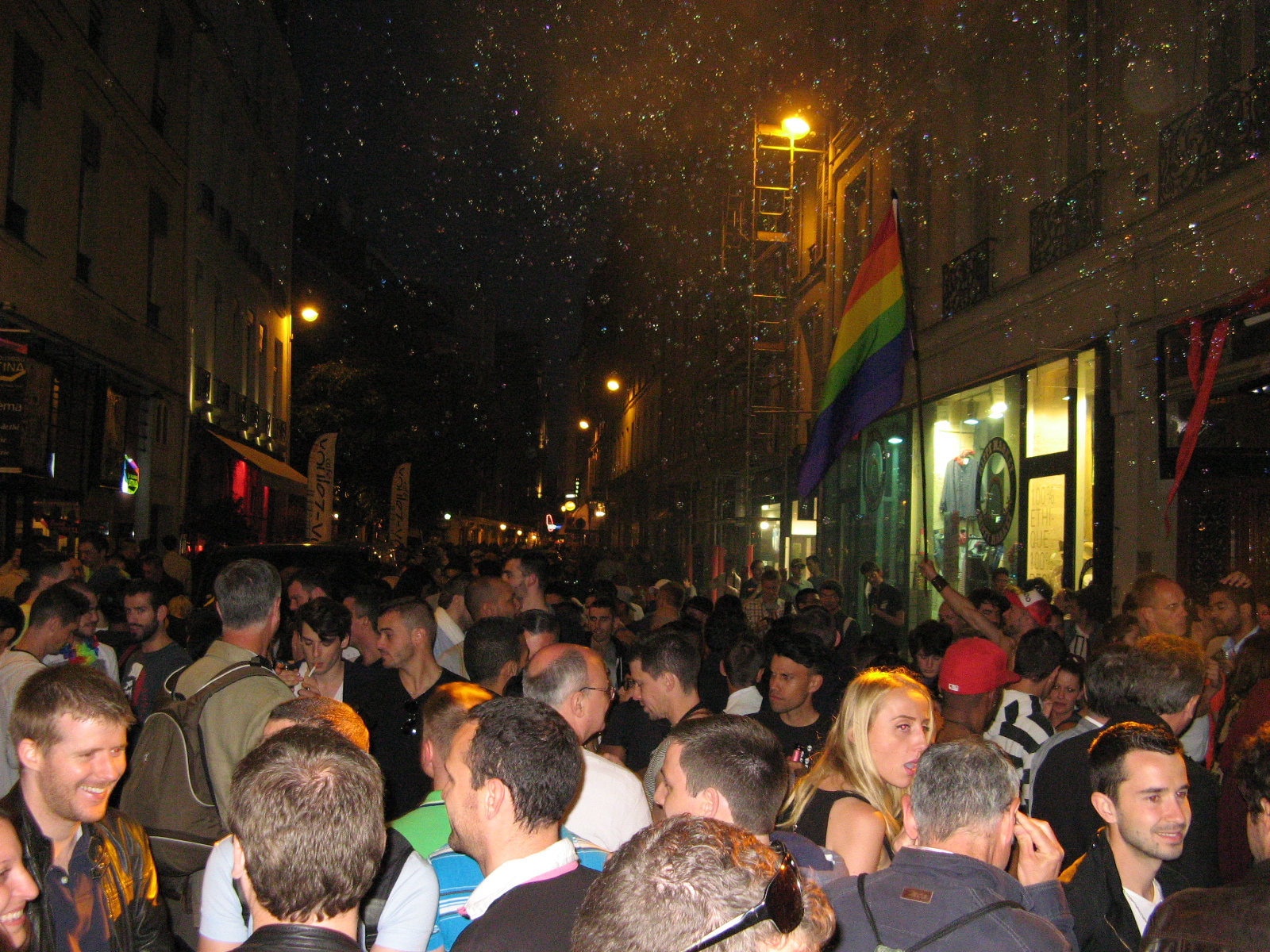
Barrio LGBT en Le Marais

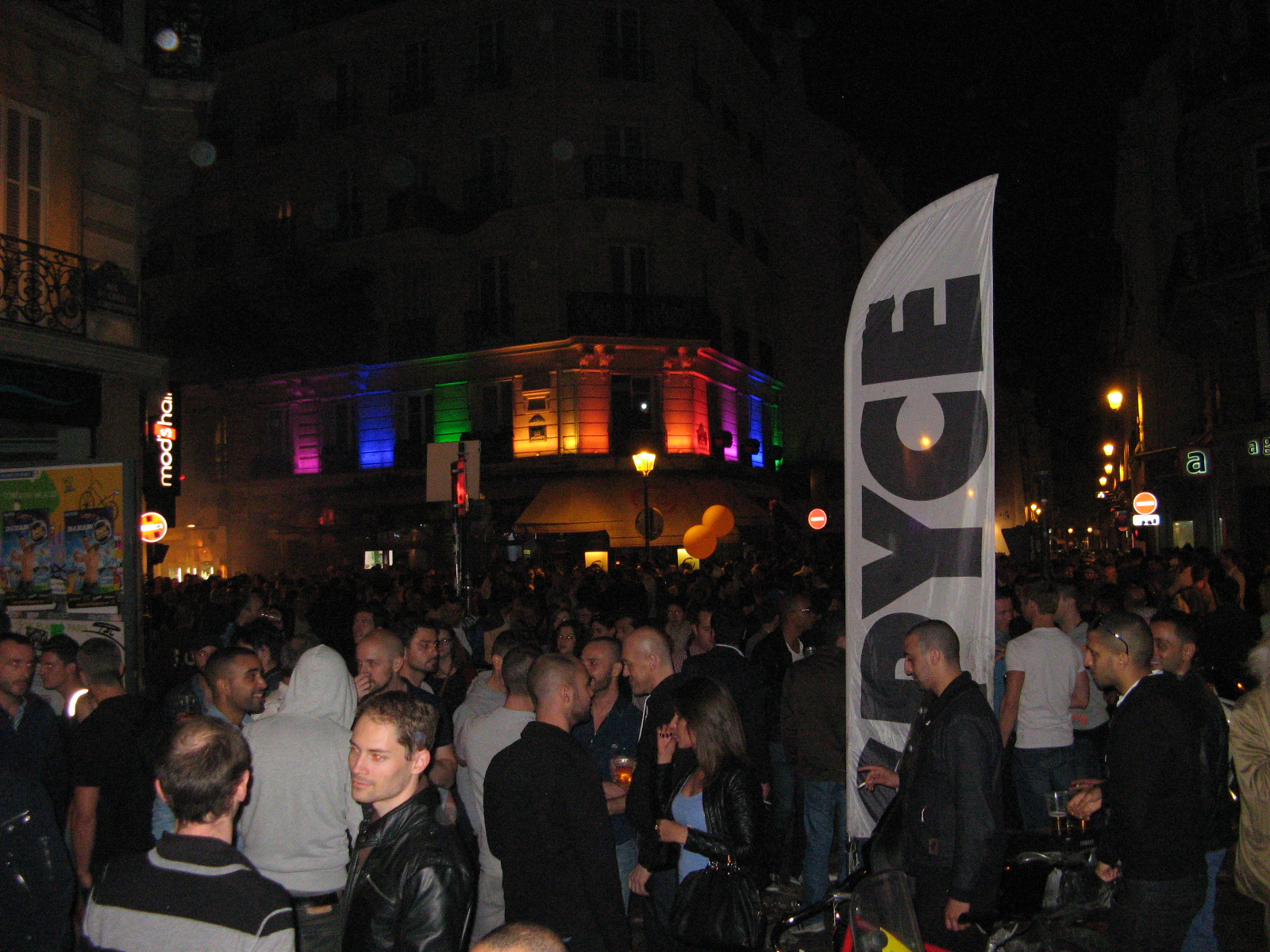
Le Marais, Paris

París, la capital de Francia, cuenta con una activa comunidad LGBTQ+. En la década de 1990, el 46% de los hombres homosexuales del país vivían en la ciudad. En 2004, París contaba con 140 bares, clubes, hoteles, restaurantes, tiendas y otros negocios LGBT+. Florence Tamagne, autora de París: ¿Se duerme en los laureles?, escribió que existe una «Gaité parisienne»; añadió que París «compitió con Berlín por el título de "capital LGBT+ de Europa" y solo fue superada por Nueva York en la categoría de "capital LGBT+ del mundo"». Cuenta con los únicos barrios gays de Francia oficialmente organizados.

## Historia

### De la Edad Media a la Revolución Francesa

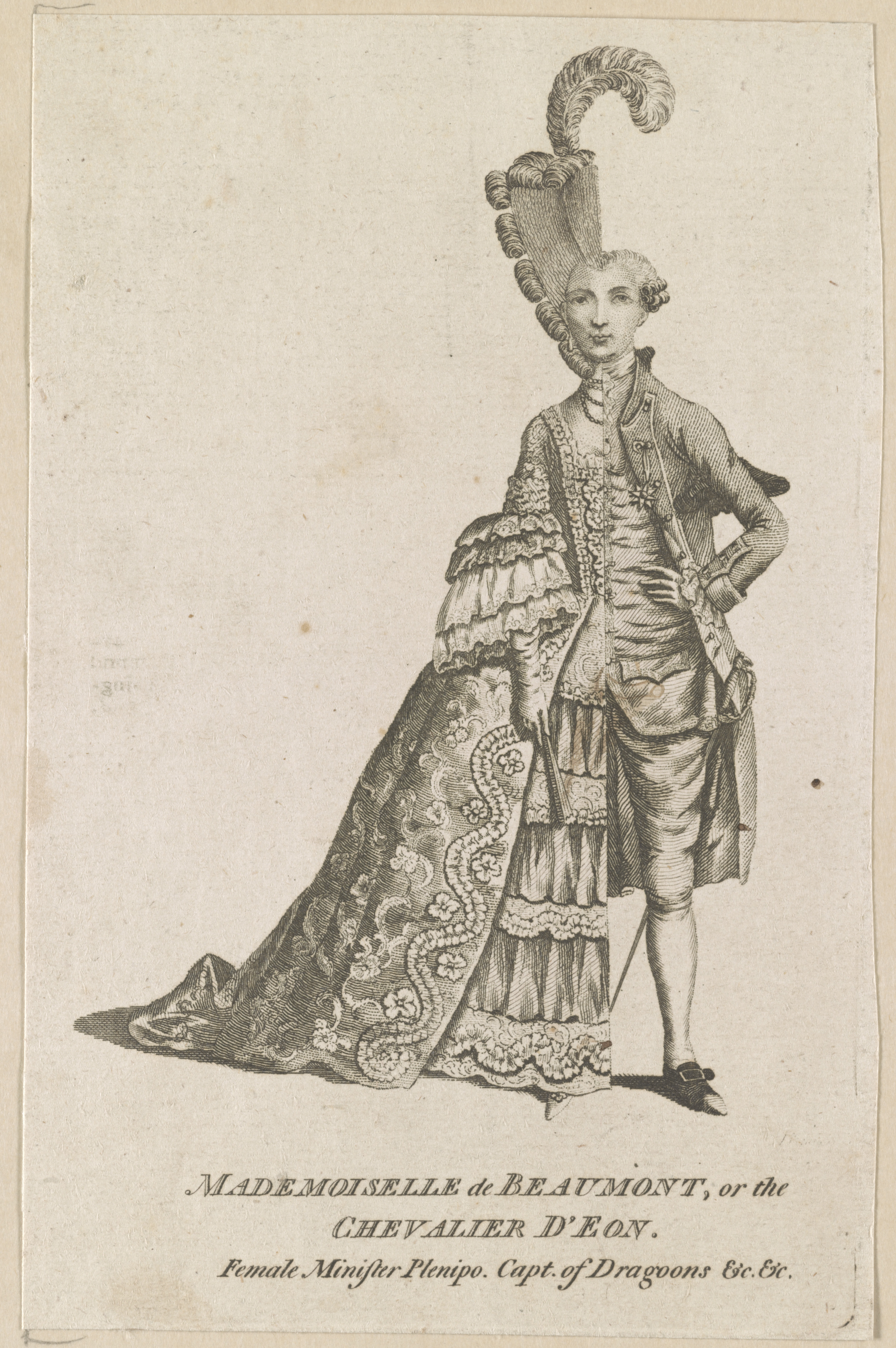
Caricatura de Chevalier d'Éon vestido mitad con ropa de mujer, mitad con ropa de hombre

La reputación de París como centro de la vida queer se remonta a la Edad Media, según Michael D. Sibalis, quien menciona la descripción que un poeta del siglo XII hizo de la ciudad como llena del «vicio de Sodoma». Sin embargo, a lo largo de la Edad Media, los artesanos parisinos pobres eran condenados con frecuencia, y en ocasiones ejecutados, por participar en actos de sodomía y otras actividades homosexuales. El historiador Maurice Lever señala que para el siglo XVIII, diversas subculturas se habían desarrollado en un «mundo homosexual» en París, «con su propio lenguaje, reglas, códigos, rivalidades y clanes». También existe evidencia histórica de que existían relaciones lésbicas entre las mujeres aristocráticas de ese siglo, así como subculturas lésbicas entre las prostitutas de la ciudad.
Entre la aristocracia masculina del siglo XVII, se sabía que Felipe I de Orleans y Luis José de Borbón, duque de Vendôme, mantenían relaciones con hombres. Los escritores homosexuales Henri-Lambert de Thibouville y Charles, marqués de Villette, fueron amigos de Voltaire. Mademoiselle Raucourt fue una popular actriz del siglo XVIII hasta que sus romances con mujeres escandalizaron a París y su carrera se desplomó.
Una pareja homosexual, Jean Diot y Bruno Lenoir, que murió quemada frente al Hotel de Ville en 1750 por ser homosexuales, está conmemorada con una lápida colocada en la intersección de la Rue Montorgueil y la Rue Bachaumont, donde ambos fueron capturados por la policía.
El diplomático y espía francés Chevalier d'Éon se presentó públicamente como hombre durante 49 años, mientras se infiltraba con éxito en la corte de la emperatriz Isabel de Rusia presentándose como mujer. Durante 33 años, a partir de 1777, d'Éon se vistió de mujer, identificándose como tal. El personaje de Chevalier d'Éon se popularizó en Europa con la canción «Sans contrefaçon» de la estrella de rock francesa Mylène Farmer, en referencia también al popular icono gay Eva Kotchever, cuyo apodo era Reina del tercer sexo, vestida de hombre en Nueva York en Eve's Hangout y en París en Le Dôme Café antes de la Segunda Guerra Mundial y asesinada en Auschwitz.

### De la Revolución Francesa a la Segunda Guerra Mundial
La Revolución Francesa despenalizó la sodomía en 1791 y, como resultado, comenzaron a surgir en París culturas queer cada vez más sólidas a finales de los siglos XVIII y XIX. Se les permitió continuar con la condición de que se mantuvieran privadas y discretas. La floreciente expansión económica de la Belle Époque a finales del siglo XIX y principios del XX le dio a París la reputación de capital bohemia y erótica de Occidente, lo que permitió el florecimiento de las culturas queer en París. Surgió una red de lugares, aún relativamente clandestinos, para personas LGBT, incluyendo salones, bares, cafés y baños públicos, especialmente en Montmartre y Les Halles. Los hombres homosexuales también se reunían en los jardines junto al Carrusel del Louvre, a lo largo de los Campos Elíseos, junto a la Bolsa y en otros lugares.

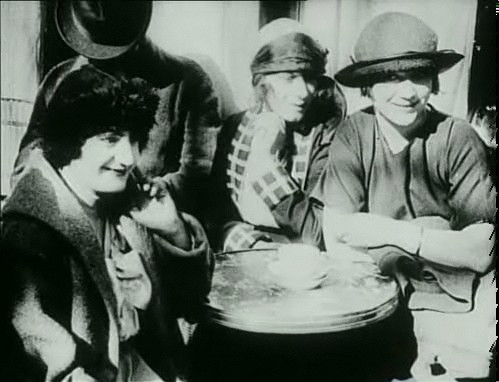
Natalie Barney (izquierda), en la foto con Janet Flanner y Djuna Barnes, fue una de las varias lesbianas que organizaron salones artísticos del en París

Las lesbianas y las mujeres bisexuales, en particular, experimentaron una mayor visibilidad durante este período, tanto en la esfera pública como en las representaciones artísticas y literarias. La sociedad de fin de siècle en París incluía bares, restaurantes y cafés frecuentados y propiedad de lesbianas, como Le Hanneton, La Souris y le Rat Mort. Los salones privados a principios del siglo XX, como los que acogían las expatriadas estadounidenses Nathalie Barney y Gertrude Stein, atrajeron a artistas y escritores LGBT y heterosexuales de la época, entre ellos Romaine Brooks, Renée Vivien, Colette, Djuna Barnes, André Gide, Pierre Louÿs, Truman Capote y Radclyffe Hall. Una de las amantes de Barney, la cortesana Liane de Pougy, publicó una novela superventas basada en su romance llamada L'Idylle Saphique (1901). Muchas de las lesbianas y mujeres bisexuales más visibles eran artistas y actrices. Algunas, como la escritora Colette y su amante Matilde de Morny, representaron escenas teatrales lésbicas en cabarets parisinos que provocaron indignación y censura. Las descripciones de salones, cafés y restaurantes lésbicos se incluían en guías turísticas y periodismo de la época, así como menciones a casas de prostitución exclusivas para lesbianas. Toulouse Lautrec retrató a artistas lesbianas y bisexuales parisinas en muchas de sus pinturas, como las bailarinas Louise Weber, Jane Avril y May Milton, y el payaso Cha-U-Kao.

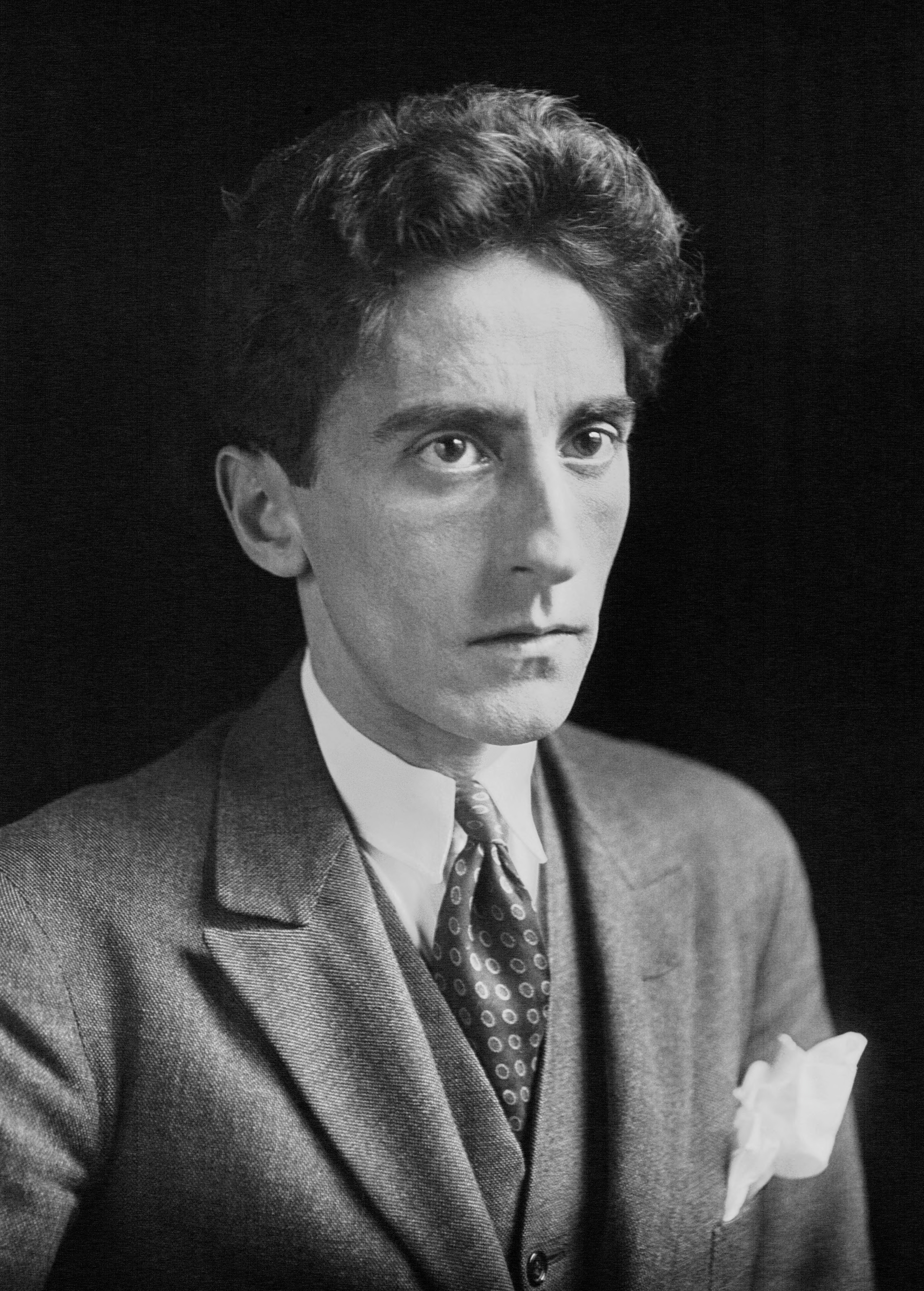
El escritor y artista Jean Cocteau se inspiró en sus numerosas relaciones con los hombres.

Tamagne afirmó que, a principios del siglo XIX, París se convirtió en un centro de la cultura LGBT. Los expatriados extranjeros continuaron sintiéndose atraídos por la sociedad más abierta que existía en París. Oscar Wilde pasó sus últimos años en un hotel de París, donde entabló amistad con el autor francés André Gide, quien escribió abiertamente sobre su propia homosexualidad. El célebre poeta francés Paul Verlaine, quien mantuvo una intensa relación con el poeta Arthur Rimbaud, fue visto bebiendo absenta en cafés parisinos de finales del siglo XIX durante sus últimos años. El escritor y artista Jean Cocteau, quien se inspiró en sus numerosas relaciones con hombres, fue un miembro importante de la sociedad intelectual y artística parisina de principios del siglo XX. El escritor Marcel Proust fue descrito como homosexual por sus biógrafos, pero lo negó durante su vida, aunque sus libros a menudo trataban temas y personajes gays.
La vida nocturna gay y los bailes drag florecieron durante la era del jazz de la década de 1920, siendo Le Monocle un lugar popular para las mujeres en esmoquin, mientras que Clair de Lune, Chez Ma Cousine, La Petite Chaumière y otros clubes atraían a hombres con atuendos masculinos y femeninos. Tamagne escribió que, a principios del siglo XX, París era considerada una capital «queer», a pesar de que Ámsterdam, Berlín y Londres contaban con más lugares de encuentro y organizaciones que París; esto se debía a la «extravagancia» de los barrios LGBT y a la «visibilidad» de las celebridades LGBT. Cuando los nazis reprimieron Berlín en la década de 1930, París se convirtió en un centro aún más importante para la vida LGBT. Tamagne afirmó que en la década de 1930 las poblaciones LGBT socializaban con grupos de inmigrantes, algunos grupos de jóvenes, agrupaciones criminales y otros grupos que estaban «marginados» en la sociedad.

### De la Segunda Guerra Mundial a la actualidad
Durante la ocupación nazi de Francia durante la Segunda Guerra Mundial, el gobierno francés elevó la edad de consentimiento sexual de 13 a 15 años para heterosexuales y a 21 para homosexuales. Las penas por la práctica «antinatural» de actos homosexuales con menores eran una multa y una pena de prisión de seis meses a tres años. Esta ley de consentimiento homosexual se mantuvo vigente después de la guerra, reduciéndose a 18 años en 1974 y a 15 en 1982.
Según Tamagne, París conservó la imagen de capital LGBT tras el fin de la Segunda Guerra Mundial. En la década de 1940, Jean Genet, vagabundo, prostituto y delincuente de poca monta, publicó cinco novelas autobiográficas que describían explícitamente la homosexualidad y la criminalidad, y fueron celebradas por Cocteau, Jean-Paul Sartre, Picasso y otros en la escena literaria parisina. Los artistas y escritores LGBT extranjeros continuaron buscando la relativa tolerancia de la capital francesa. La novela de James Baldwin de 1956 sobre la homosexualidad, El cuarto de Giovanni, se basó en el tiempo que pasó en París.

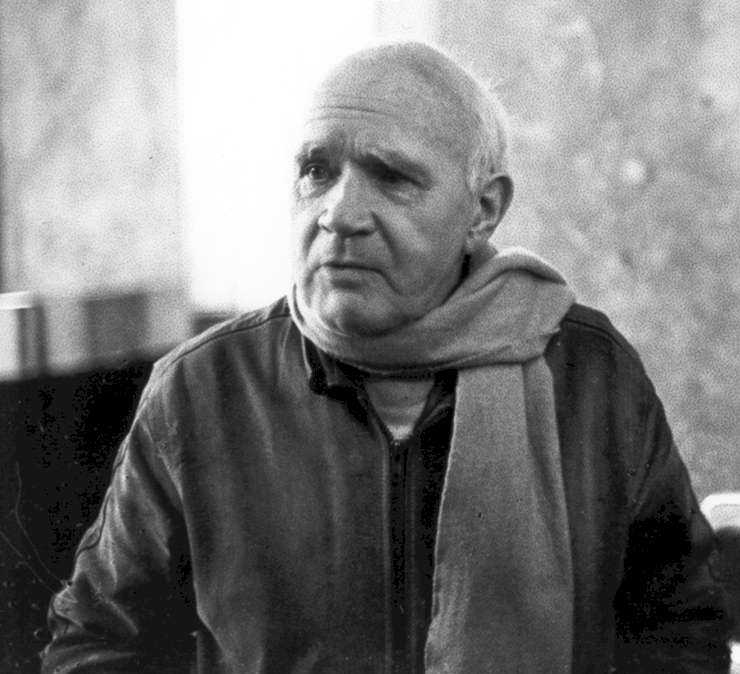
Jean Genet, cuyas novelas presentaban temas homosexuales, fue ampliamente aclamado en la escena literaria parisina

En las décadas de 1950 y 1960, la policía y las autoridades toleraban a los homosexuales siempre que la conducta fuera privada y fuera de la vista pública. La asociación Arcadie, la primera organización homófila en Francia, y una revista con el mismo nombre, fueron fundadas en París en 1954 por André Baudry, con la ayuda de Jean Cocteau y Roger Peyrefitte. Como resultado, Baudry fue procesado y multado por «moral indecente» en 1955. En 1960, se introdujo una ley de exposición indecente que provocó un mayor acoso policial a hombres y mujeres homosexuales. En la década de 1960, los hombres homosexuales sufrieron más acoso policial que las lesbianas. Entre 1953 y 1978, el número anual de mujeres condenadas por homosexualidad osciló entre una y doce; Tamagne calificó esta cifra como «relativamente baja». Los espectáculos drag utilizaban transexuales que se transformaban en hombres porque la policía no permitía que los hombres cisgénero actuaran en drag. Durante las décadas de 1950 y 1960 se produjeron redadas en bares gay; en ocasiones, los dueños de los bares participaron en la facilitación de las redadas. Muchas lesbianas no frecuentaban bares gay y, en cambio, socializaban con amigos. Las lesbianas que sí asistían a bares solían provenir de la clase trabajadora; otras mujeres a veces tenían autodesprecio interiorizado o no querían dañar su reputación. Chez Moune, inaugurado en 1936, y New Moon eran cabarets lésbicos del siglo XX ubicados en la Plaza Pigalle; ambos se convirtieron en clubes de música mixta en el siglo XXI.
Tras las revueltas estudiantiles y obreras de mayo de 1968 y el auge del feminismo, algunos residentes LGBT parisinos radicalizaron su enfoque, lo que resultó en la creación en 1971 del Frente Homosexual de Acción Revolucionaria. El historiador Julian Jackson definió la creación de este grupo como el «Stonewall» de la historia LGBT francesa, cuando los activistas desarrollaron una visión del mundo «en oposición a lo que había sucedido antes». Algunas lesbianas, incluida la escritora Monique Wittig, finalmente se separaron de Le Front para formar Gouines rouges («Lesbianas Rojas»).
Para la década de 1970, se destruyeron los archivos policiales sobre gays y lesbianas, y se derogaron muchas leyes contra la conducta y las personas LGBT.
El auge del SIDA trajo otra ola de activismo LGBT francés a París a finales de la década de 1980 y principios de la de 1990, aunque los historiadores han señalado que el universalismo francés tradicional a veces ha entrado en conflicto con la «política identitaria» al estilo estadounidense en los movimientos políticos LGBT franceses.
Cuando se legalizó el matrimonio igualitario en Francia en 2013, algunos parisinos lo recibieron con hostilidad. Ese mismo año, se produjo una manifestación contra el matrimonio igualitario en la Explanada de Los Inválidos. Sin embargo, encuestas realizadas en 2013 indicaron que la mayoría de los franceses apoyan el matrimonio igualitario, y otra encuesta indicó que el 77 % de los franceses consideraba que la homosexualidad debería ser aceptada por la sociedad, una de las tasas más altas del mundo.

## Geografía

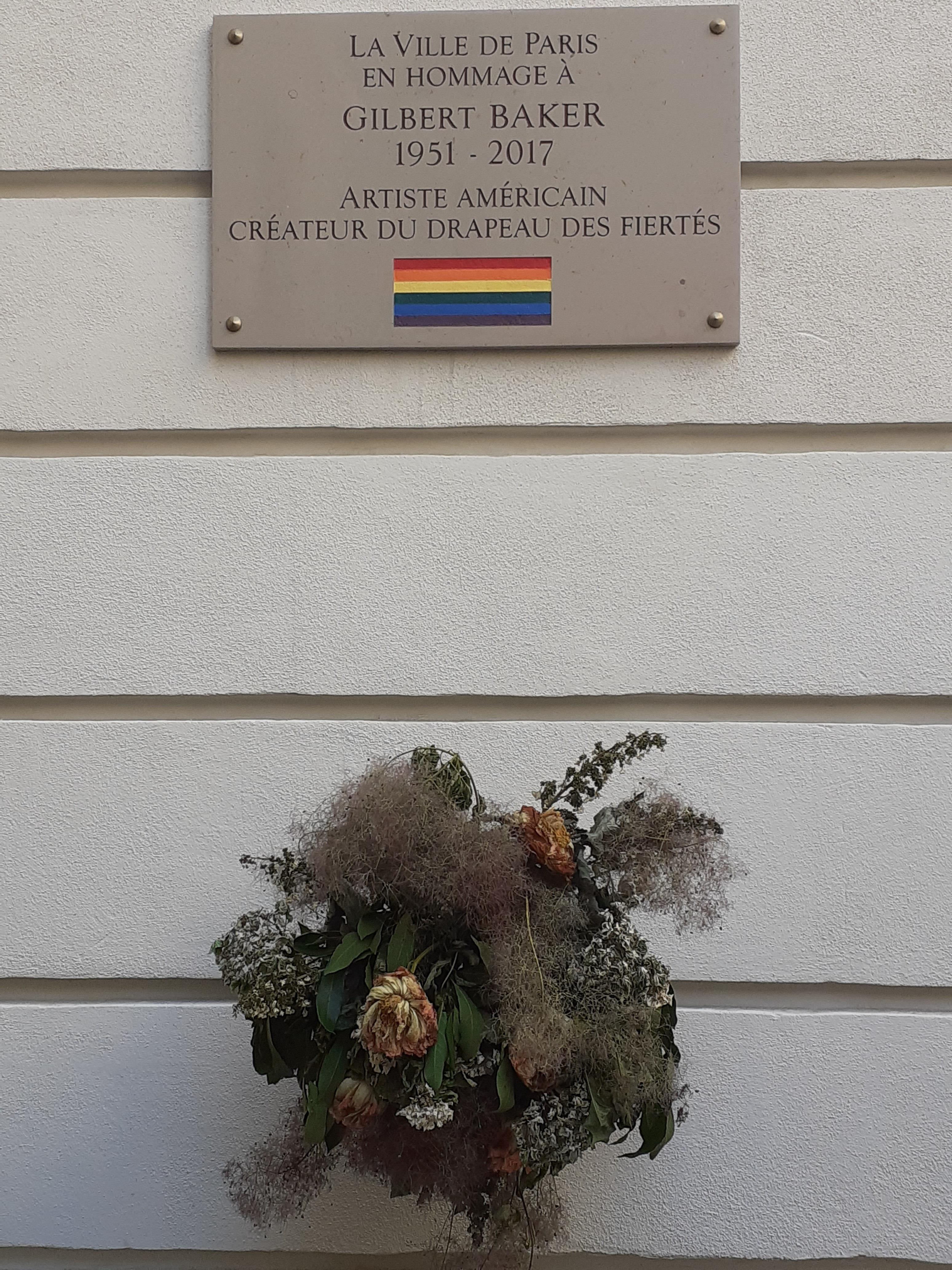
Monumento oficial francés a Gilbert Baker en la Plaza de los Disturbios de Stonewall.

Le Marais, donde zonas reciben oficialmente su nombre en memoria de líderes LGBT y eventos como la Plaza Harvey Milk, el Jardín Mark Ashton o la Plaza de los Disturbios de Stonewall, es el actual barrio gay de París. Sin embargo, a principios del siglo XX, Montmartre y Pigalle eran puntos de encuentro de la comunidad LGBT. Pigalle también fue donde Chez Moune, el bar y cabaret lésbico más antiguo de París, abrió sus puertas en 1937.
Para la década de 1950, el lugar de encuentro se trasladó a Saint-Germain-des-Prés. Para los hombres gay, la Rue St. Anne fue popular en las décadas de 1960 y 1970.

## Economía

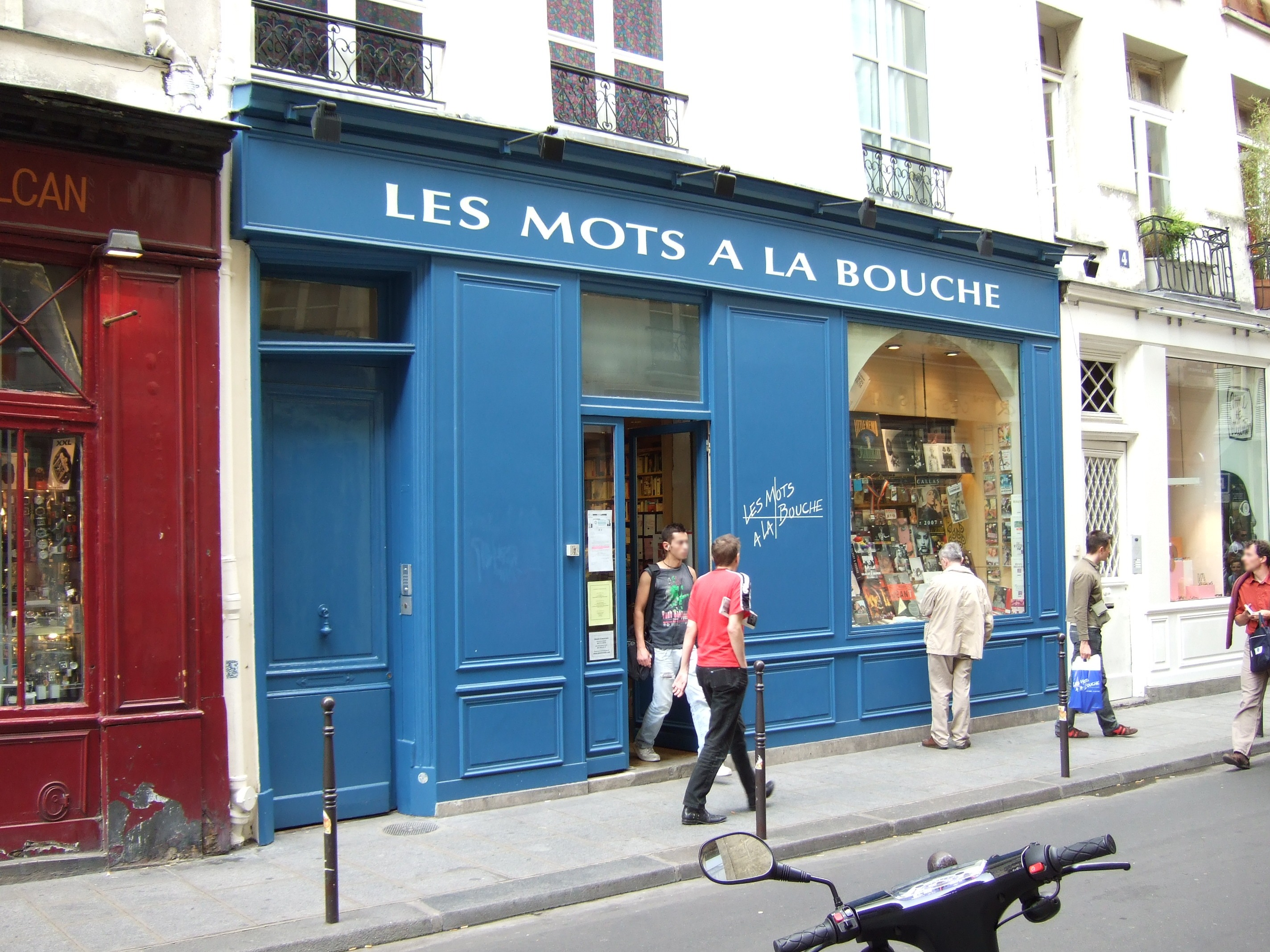
Les Mots à la Bouche

Los negocios LGBT en París incluyen bares, discotecas, restaurantes y tiendas. Stéphane Leroy afirmó que el 70 % de estos negocios se encuentran en los distritos I a IV. De los negocios en todo París, el 40 % se encuentran en Le Marais.
Frommer's describió Les Mots à la Bouche, en el distrito IV, que ofrece material en francés e inglés, como «la librería gay más grande y mejor surtida de París».

## Medios de comunicación
La revista lésbica La Dixième Muse y las revistas gais masculinas Têtu y Préf se encuentran en París. Estas tres revistas incluyen textos en inglés.
Entre las publicaciones históricas se encuentran Juventus, publicada en 1959 de mayo a noviembre, y Arcadie, publicada por la organización homónima.

## Política

Bertrand Delanoë fue el primer alcalde de París abiertamente gay

Tamagne escribió que París «no es la ciudad LGBT más de moda» y «no se puede comparar con ciudades como San Francisco, Nueva York o Sídney, ni siquiera con sus antiguas rivales más cercanas, Londres y Berlín» en cuanto a vida nocturna y activismo LGBT.
En octubre de 1966, Coutrot, un consejero socialista, criticó a las personas LGBT por expresar abiertamente su sexualidad, afirmando que esto «escandalizaba» a los «ciudadanos honestos» y dañaba la imagen internacional de París, «especialmente de cara a los turistas». En mayo del año siguiente, Edouard Frédéric-Dupont, un concejal conservador, solicitó a la policía que aumentara la vigilancia en una zona delimitada por el bulevar Raspail y la plaza Saint-Germain-de-Prés. La policía accedió a su petición y se produjeron arrestos.
En 2002, el socialista Bertrand Delanoë se convirtió en el primer hombre abiertamente gay en ser elegido alcalde de París. Fue apuñalado ese mismo año durante la Nuit Blanche, una noche de festividades en París, mientras se mezclaba con el público. Su agresor declaró a la policía que «odiaba a los políticos, al Partido Socialista y a los homosexuales».

## Recreación

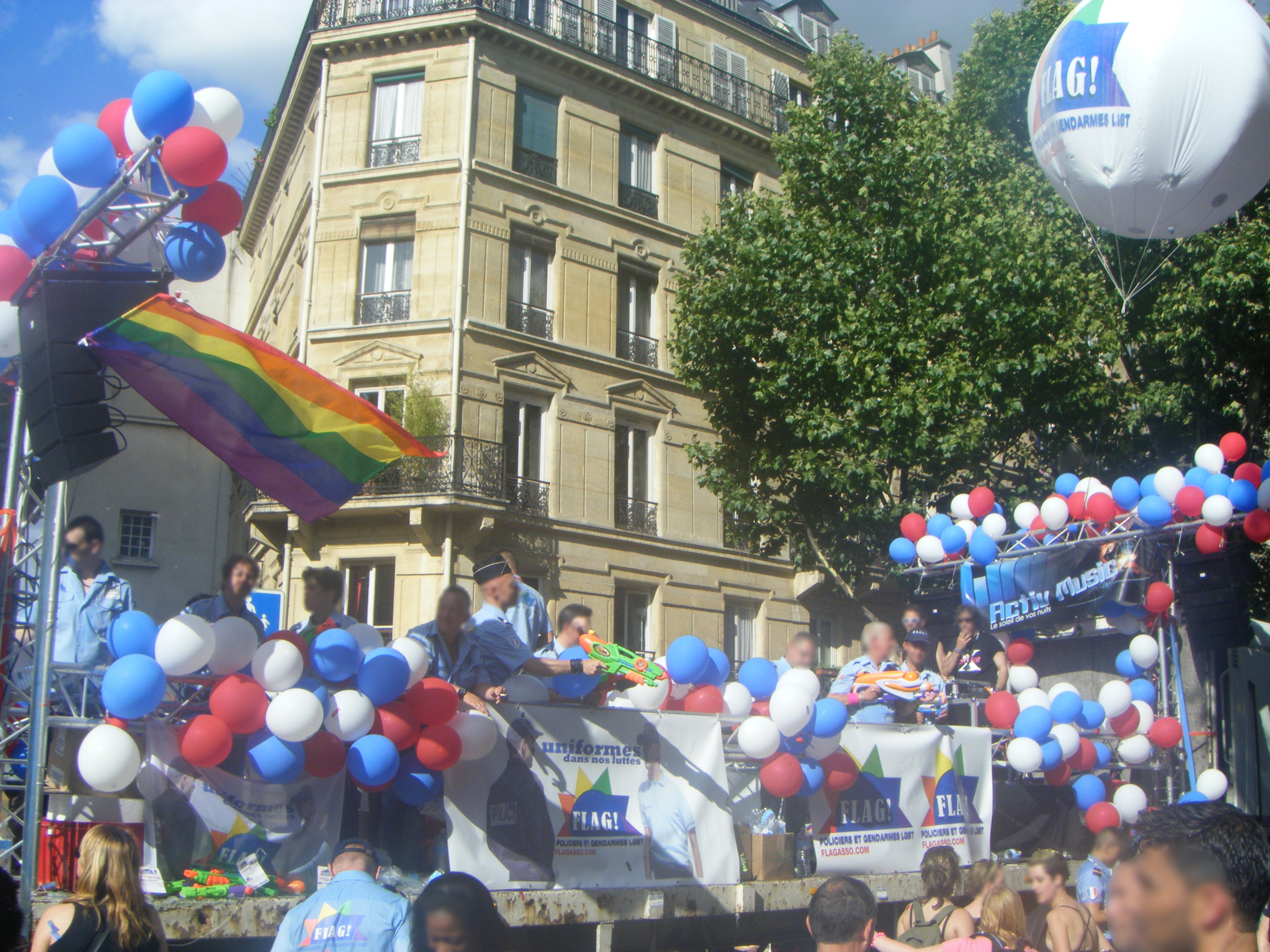
Orgullo de París

El Orgullo de París o La Marche des Fiértes LGBT de Paris es la marcha del orgullo LGBT en París.

## Religión
En 2012, Ludovic-Mohamed Zahed, originario de Argelia, declaró su deseo de abrir una mezquita en París que fuera amigable con la comunidad LGBT. Planeaba abrir la mezquita en un templo budista no revelado en la zona este de París. La mezquita abrió sus puertas en 2012. Esta mezquita también tenía como objetivo acoger a personas transgénero y transexuales. El director de la Gran Mezquita de París, Dalil Boubakeur, declaró que no es posible tener una mezquita amigable con la comunidad LGBT que siga las reglas del islam.
Entre las iglesias que afirman la comunidad LGBT en París y que celebran matrimonios entre personas del mismo sexo se encuentran la Catedral Americana y la Iglesia protestante unida de Francia. Además, la Iglesia de San Eustaquio es conocida por su apertura hacia las personas LGBTQ+.
Beit Haverim se fundó en 1977 para las personas judías LGBTQ+ y sus allegados.
La Sangha Arcoíris celebra reuniones budistas LGBTQ+ en París.